# Bernardo Cybo Clavarezza
Il Serenissimo Bernardo Cybo Clavarezza (Genova, 1560 – Genova, 27 aprile 1627) fu il 91º doge della Repubblica di Genova.

## Biografia

### Primi anni
Figlio di Leonardo Clavarezza e Pomellina Campanaro, nacque a Genova intorno al 1560. Con la riforma istituzionale voluta da Andrea Doria nel 1528 la famiglia Clavarezza, originaria dell'entroterra genovese di Savignone e che diede alla repubblica diversi esponenti in altrettanti cariche pubbliche, fu iscritta nell'albergo delle nobiltà sotto i Cybo.
Educato alle materie letterarie, ma anche nel ramo militare, Bernardo Cybo Clavarezza venne inviato nel 1590 a Savona in qualità di commissario della fortezza del Priamar. Nello stesso decennio, tornato successivamente a Genova, ricoprì le cariche di addetto all'ufficio dei Cambi, dell'Annona e ancora nella Fabbrica della locale cattedrale di San Lorenzo. In veste di capitano, tra il 1600 e il 1601, fu spedito nel territorio del capitaneato di Chiavari dove amministrò la giustizia per conto della Repubblica di Genova. Nel 1601 venne estratto e nominato senatore della Repubblica. E proprio per la sua fermezza nel gestire la sicurezza e la caccia ai banditi fu convocato, assieme a Giorgio Centurione, dal doge Agostino Doria nel 1602 per studiare mezzi e leggi più efficaci contro la malavita; lo stesso doge nominò Bernardo Clavarezza come delegato alla Ruota criminale.
Impegnato quindi nella gestione della sicurezza ricoprì ancora la carica di senatore (1604) e procuratore della Repubblica, sovrintendente della Fabbrica di palazzo Ducale (dal 1603), capitano urbano assieme ad altri quaranta uomini e addetto all'ufficio dei Cambi. Nel 1606 acquistò per la difesa repubblicana diverse armi, tra le quali un buon numero di cannoni, e per la fabbrica della cattedrale concluse una trattativa per l'acquisto di un nuovo orologio da campanile e di un nuovo organo. Con l'accrescere d'importanza tra gli alti esponenti della nobiltà genovese aumentarono pure le cariche di stato a lui affidate come la nomina a magistrato della Misericordia e delegato ai prezzi dell'olio (1607) o ancora in veste di capitano del territorio della val Polcevera; nel ruolo da ambasciatore della Repubblica partecipò il 20 ottobre 1608 nel Granducato di Toscana alle nozze di Cosimo II de' Medici con Maria Maddalena d'Austria.
Per le sue qualità di polizia e di mediazione politica tra gli anni 1609 e 1610 ricoprì diversi incarichi nei vari magistrati e uffici repubblicani, senatore per la terza volta e quindi governatore della Repubblica, collaborazioni diplomatiche assieme a Giorgio Centurione, Ambrogio Doria, Gerolamo Assereto o con lo stesso doge Agostino Pinelli Luciani. Sindacatore supremo dal 1612 Bernardo Cybo Clavarezza fu inviato nei territori tra Rossiglione e Ovada in qualità di commissario militare per visitare i forti e i castelli, i luoghi e addestrare i soldati; rifiutò invece per motivi di salute lo stanziamento a Novi.

### Il dogato e gli ultimi anni
La sua elezione a doge, la quarantaseiesima in successione biennale e la novantunesima nella storia repubblicana, avvenne il 25 aprile 1615 con la votazione di 228 voti a favore su 400; l'incoronazione nella cattedrale fu celebrata l'8 giugno dal vescovo di Ventimiglia Gerolamo Curlo.
Il dogato di Bernardo Cybo Clavarezza viene ricordato negli annali della Repubblica per la fermezza intrapresa dallo stesso doge nelle scelte e decisioni di stato. Tra i suoi atti dogali è menzionato un decreto del 2 settembre 1616 dove stroncò un nascente "giornalismo" genovese considerato, da più fronti, meramente legato ad un possibile spionaggio.
Terminato il mandato il 25 aprile 1617 entrò tra i procuratori perpetui e fu scelto come preside del magistrato di Corsica, carica che mantenne fino al 1620. Nel 1623, assieme a Camillo Moneglia, fu inviato a Savona per predisporre una nuova fortificazione del locale porto. Nella guerra del 1625 che coinvolse la Repubblica di Genova contro l'alleanza del Ducato di Savoia con il Regno di Francia l'ex doge Cybo Clavarezza fu spedito nelle terre ponentine assieme ai contingenti militari più forti dove, con Giorgio Centurione, prese il comando della fascia costiera tra Ventimiglia ed Albenga.
Nominato preside del nuovo magistrato di Guerra, morì a Genova il 27 aprile del 1627 lasciando unica sua erede la sorella Francesca in quanto non ebbe figli dal suo matrimonio. Trovò sepoltura nella demolita chiesa di San Domenico.